# Jugów
Jugów (česky Jugov, německy Hausdorf bei Neurode) je vesnice v polském Dolnoslezském vojvodství. Leží v kladském okrese, v gmině Nowa Ruda.

## Poloha
Obec se nachází na západním úpatí Sovích hor, šest kilometrů na sever od Nové Rudy. Jedná se o typickou řetězovou vesnici s četnými koloniemi a osadami, dlouhou přibližně 4,5 km, pokrývající rozsáhlé údolí podél Jugówského potoka.